# (467286) 2016 ER194
(467286) 2016 ER194 es un asteroide perteneciente al cinturón de asteroides, descubierto el 24 de febrero de 1998 por el equipo Spacewatch desde el Observatorio Nacional de Kitt Peak (Arizona, Estados Unidos).